# 赵锡江
赵锡江（1929年—），男，汉族，河北省唐山市乐亭县古河乡大捞鱼庄村人。中国人民解放军海军少将，中国人民解放军海军大连舰艇学院原政委。
赵锡江1944年4月参加八路军，1945年11月加入中国共产党。
抗日战争时期先后在八路军晋察冀军区、冀热辽军区当兵。
国共内战时期仍然在基层当兵，1948年到东北野战军第一兵团司令部做警卫员，参加了辽沈战役、平津战役。
中华人民共和国成立后继续在第四野战军、湖南军区任职。曾在土改工作队工作，参加过荆江分洪工程。后入工程兵司令部任保卫干事。
1952年进入海军，在东海舰队快艇第六支队政治部保卫科干事，后被送至海军第四海军学校指挥系学习海军水面舰艇指挥，又入海军高级专科学校政治系学习。毕业后至海军旅顺基地驻大连舰艇大队副政委。
此后进入潜艇部队，任北海舰队潜艇第十二支队艇副政治委员、东海舰队潜艇第二十二支队基地政治委员、潜艇第四十二支队政治部主任、副政治委员、政治委员等职务。后升任海军政治部干部部副部长兼离退休办公室主任，海军政治部干部部部长，海军潜艇学院政治部主任，海军学院政治部主任。
1985年8月—1990年6月任海军大连舰艇学院政治委员。1990年6月退役。
| 前任： 不详 | 中国人民解放军海军大连舰艇学院政治委员 1985年至1990年 | 繼任： 刘兆恩 |